# Горохівська сільська рада (Кагарлицький район)
| Горохівська сільська рада — колишній орган місцевого самоврядування у Кагарлицькому районі Київської області з адміністративним центром у с. Горохове. Історична дата утворення: в 1918 році. Водоймища на території, підпорядкованій даній раді: річка Горохуватка. Сільській раді були підпорядковані населені пункти: - с. Горохове - с. Горохівське |

## Склад ради
Рада складалася з 14 депутатів та голови.

### Керівний склад ради
| ПІБ                             | Основні відомості                                                                  | Дата обрання | Дата звільнення |
| ------------------------------- | ---------------------------------------------------------------------------------- | ------------ | --------------- |
| Соломченко Анатолій Миколайович | Сільський голова, 1959 року народження, освіта, член Соціалістичної партії України | 26.03.2006   | 31.10.2010      |
| Демиденко Володимр Анатолійович | Сільський голова, 1974 року народження, освіта вища, член Партії регіонів          | 31.10.2010   |                 |

Примітка: таблиця складена за даними джерела